# Тийер-сюр-Авр
Тийер-сюр-Авр (фр. Tillières-sur-Avre) — коммуна на севере Франции, регион Нормандия, департамент Эр, округ Берне, кантон Вернёй-д’Авр-э-д’Итон. Расположена в 34 км к югу от Эврё и в 50 км к северо-западу от Шартра, на правом берегу реки  Авр. Через территорию коммуны проходит автомагистраль N12.
Население (2018) — 1 077 человек.

## История
В этом городке, лежащем на реке Авр, по которой в Средневековье проходила граница между герцогством Нормандией и королевством Францией, ещё в 1017 году герцогом Ричардом Добрым был возведён замок, в 1546 году перестроенный в стиле Ренессанса.
Построенная в 1536—1547 годах и ныне внесённая в список исторических памятников Франции церковь Святого Илария была реставрирована в 1969 году. Интерьер её был создан скульптором Жаном Гужоном.
В 1919 году в Тийер-сюр-Авре родился художник Морис Буатель.

## Достопримечательности
- Церковь Святого Илария XI-XVI веков, реконструированная в XIX веке
- Шато Тийер-сюр-Авр XIX века, построенный на базе шато XI века
- Ворота и фрагменты крепостной стены XI века

## Экономика
Уровень безработицы (2017) — 19,6 % (Франция в целом — 13,4 %, департамент Эр — 13,4 %). 

Среднегодовой доход на 1 человека, евро (2018) — 19 430 (Франция в целом — 21 730, департамент Эр — 21 700).

## Демография
Динамика численности населения, чел.

## Администрация
Пост мэра Тийер-сюр-Авра с 2008 года занимает Мишель Франсуа (Michel François). На муниципальных выборах 2020 года возглавляемый им список победил в 1-м туре, получив 63,75 % голосов.
| Период | Период | Фамилия        | Партия                                  | Примечания |
| ------ | ------ | -------------- | --------------------------------------- | ---------- |
| 2001   | 2005   | Жиль Конан     |                                         |            |
| 2005   | 2008   | Кристиан Вас   |                                         |            |
| 2008   |        | Мишель Франсуа | Союз за народное движение Республиканцы | пенсионер  |

## Города-побратимы
- Катариненберг, Германия

## Галерея

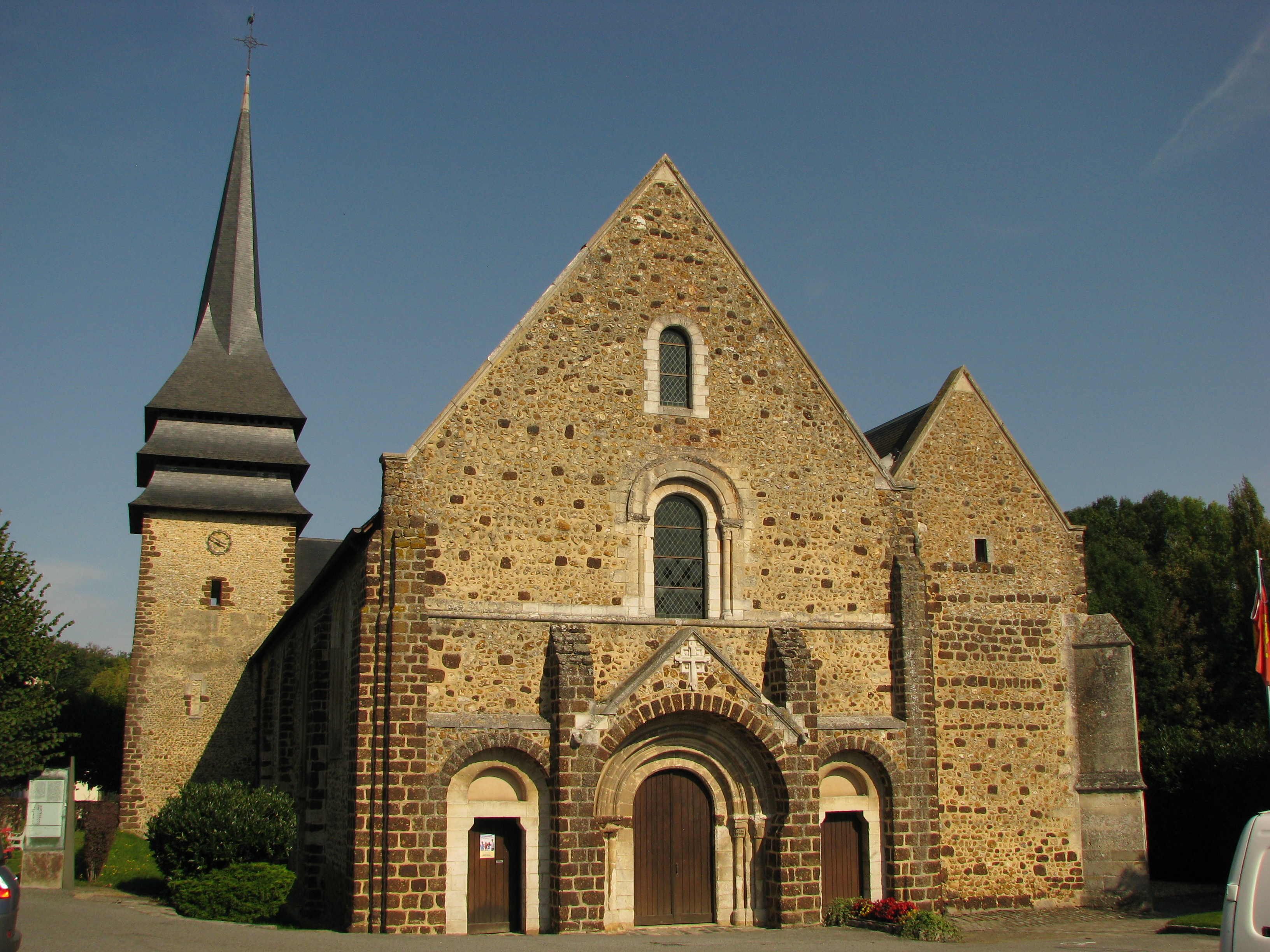
Церковь Святого Илария
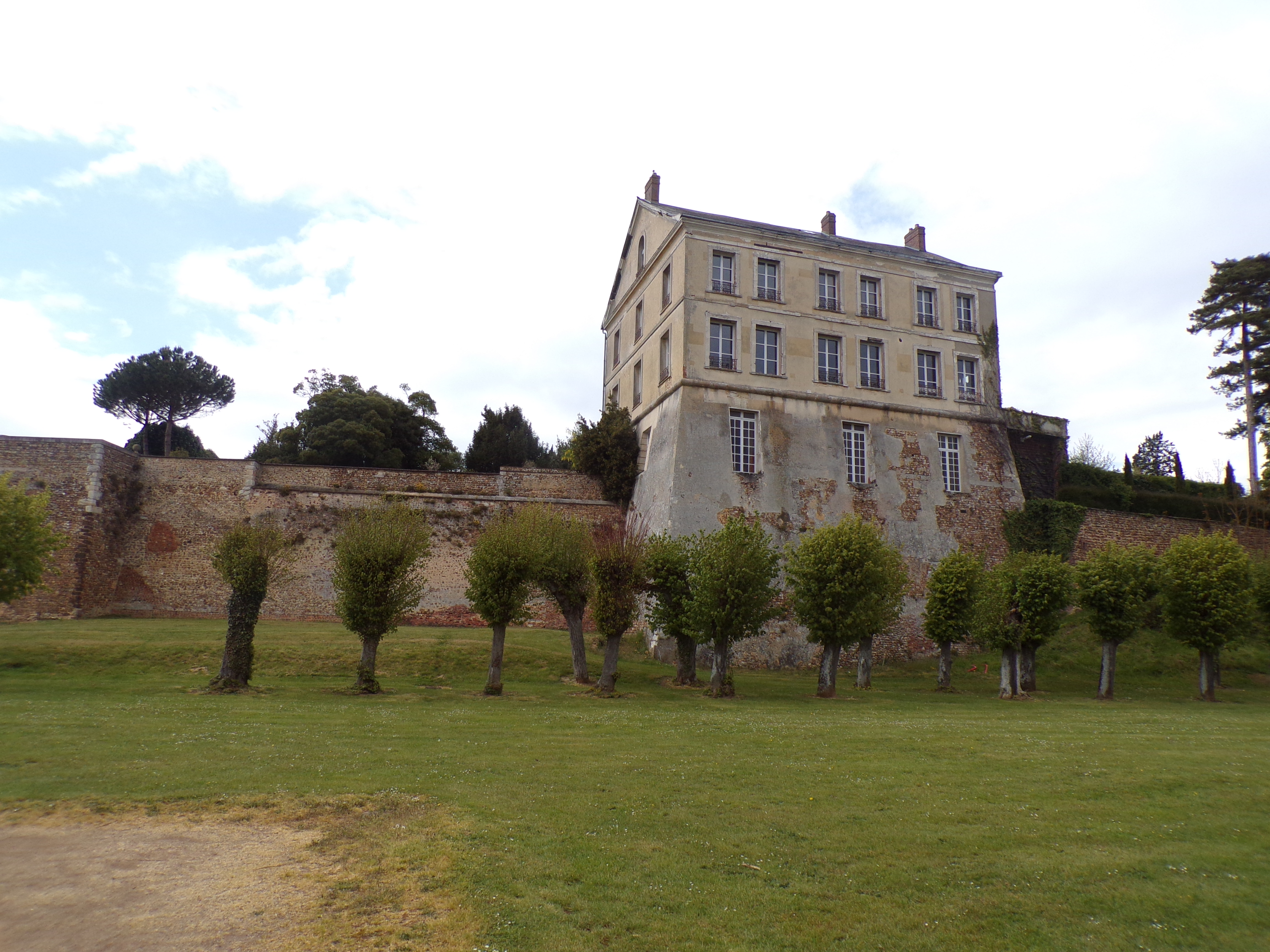
Шато Тийер-сюр-Авр
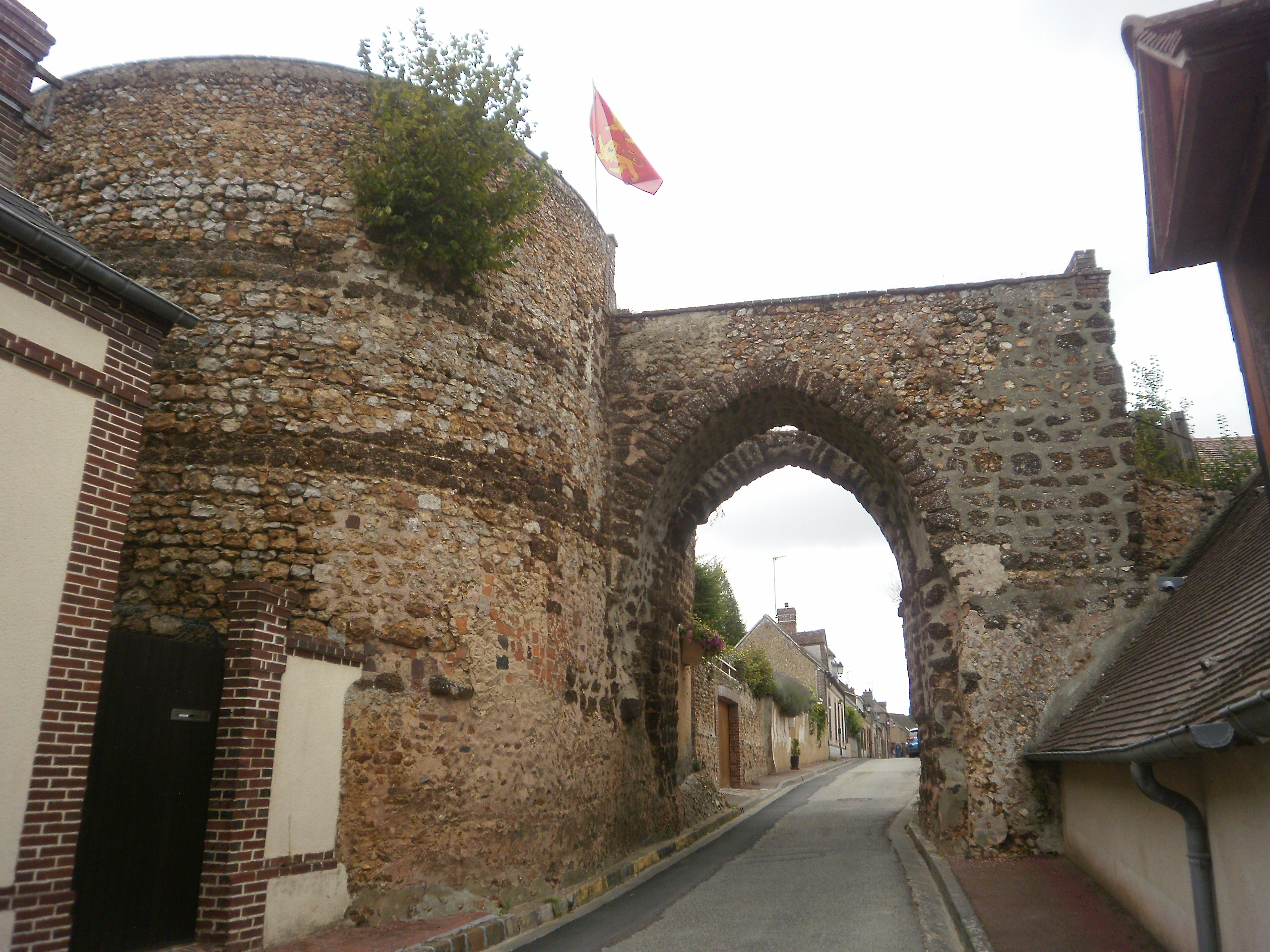
Уцелевшая часть городских укреплений